# Basalioma
El basalioma, también llamado carcinoma de células basales y carcinoma basocelular, es la forma más frecuente de cáncer de piel, y se puede encontrar principalmente en cara, nariz y frente. El riesgo de la aparición de un carcinoma basocelular aumenta con antecedentes familiares de la enfermedad, con una exposición acumulativa de luz solar ultravioleta, o de sustancias químicas carcinogénicas (en especial el arsénico), o una dieta pobre en antioxidantes. El tratamiento se realiza con cirugía, cirugía micrográfica de Mohs, quimioterapia tópica, rayos X, criocirugía o terapia fotodinámica. Rara vez compromete la vida del paciente pero, de no ser tratada, puede llegar a ser desfigurante, causar sangrado y producir destrucción local en ojo, nariz, oreja y labios. El término basalioma procede de que el tumor se origina en las células del estrato germinativo basal, que es la última capa de la epidermis.

## Epidemiología
El basalioma es el cáncer más frecuente entre las personas de raza blanca, pero su incidencia no se recoge en gran parte de los registros nacionales. Es más frecuente en las latitudes cercanas al ecuador por la mayor cantidad de radiación ultravioleta. Es por esto que el país donde es más frecuente es Australia, donde hay una población mayoritariamente caucásica viviendo una latitud baja. Más de la mitad de los australianos habrán tenido un carcinoma basocelular diagnosticado antes los 70 años. En general, su incidencia está aumentando en los países desarrollados por motivos como el envejecimiento de la población, mayor exposición a la radiación ultravioleta o la sensibilización de los sanitarios y de la población general.
La tasa de mortalidad del basalioma es muy baja debido a que casi nunca metastatiza. No obstante, se ha observado en las últimas décadas un aumento de los años de vida ajustados por discapacidad (DALY) de los cánceres de piel no melanoma, entre los que se cuenta el carcinoma de células basales. Se estima que entre el 0.0028 % y el 0.55 % cursan con metástasis y que estas son más habituales en los ganglios linfáticos, los pulmones y la médula ósea.

## Índice de peligrosidad
El basalioma no produce metástasis, sin embargo puede resultar seriamente peligroso si penetra a los estratos más profundos de la piel donde puede provocar compresión de órganos importantes en el rostro. La malignidad del proceso es por lo regular localizada y puede propagarse hacia la periferia dejando en el centro una marca cicatrizal.

## Tipos
- Nodular: (variedad más frecuente de presentación) pápula de color piel con telangiectasia; y si forma úlceras fagedénicas, se torna en una lesión destructiva llamada ulcus rodens. Esta aparece cuando se produce destrucción del tejido subyacente. Se manifiesta en forma de ulceración de tendencia serpiginosa y se ubica por lo general en rostro, orejas y en el dorso de la mano.[7]
- Quística: rara y difícil de distinguir de la nodular excepto por tener una pequeña cavidad llena de líquido.
- Pigmentada: una variante de la nodular, a menudo confundida con un melanoma.
- Esclerosante/cicatrizante: una lesión similar a una cicatriz, también llamada planocicatricial. Cuando se presenta en los párpados se le conoce como basalioma esclerosante del párpado.
- Superficial: un parcho rojizo descamante.

Aproximadamente dos tercios de los carcinomas basocelulares ocurren en regiones expuestas al sol, y el otro tercio en áreas no expuestas a la luz del sol, enfatizando la susceptibilidad genética de ciertos pacientes.

## Tratamiento
El enfoque de tratamiento para eliminar los basaliomas puede incluir desde una terapia quirúrgica para la extirpación de la tumoración, la crioterapia, la radioterapia, el empleo sistemático de radiaciones ionizantes, la plesioterapia (irradiación a poca distancia) y últimamente con la terapia quirúrgica con láser.

### Cirugía Mohs
La cirugía Mohs, instituida por el doctor Frederick Mohs en 1938, es la técnica quirúrgica con mayor eficacia que se utiliza para eliminar completamente el área afectada respetando la piel sana que rodea la tumoración. Solo requiere anestesia local. La técnica fue modificada ligeramente en la década de 1970.

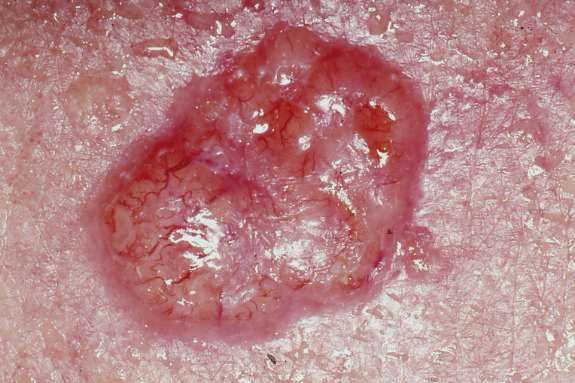
Imagen de un basalioma
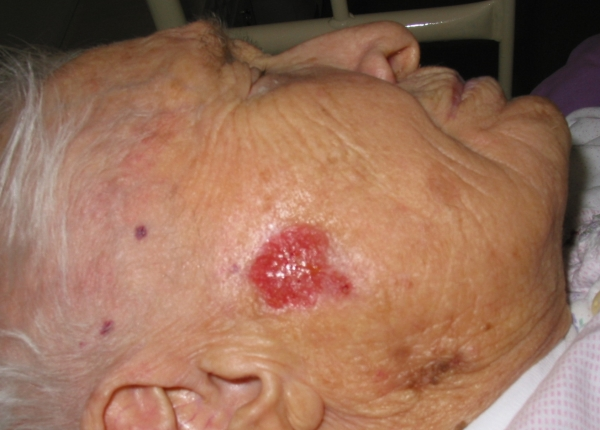
Carcinoma basocelular en una mejilla
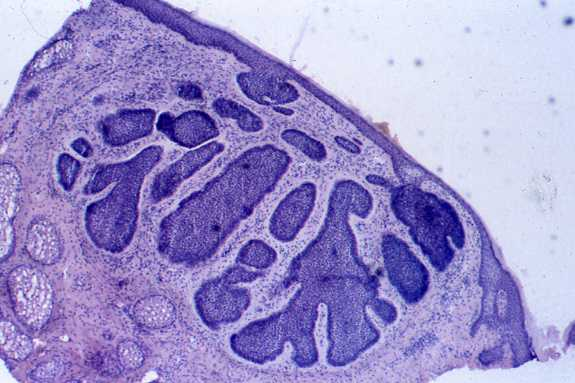
Carcinoma de células basales bajo el microscopio